# Acacia arbiana
Acacia arbiana är en ärtväxtart som beskrevs av Leslie Pedley. Acacia arbiana ingår i släktet akacior, och familjen ärtväxter. Inga underarter finns listade i Catalogue of Life.